# Maalismaa kraftverksdamm
Maalismaa kraftverksdamm eller Maalismaan vl:n yläallas är en slags sjö Ijo älv i kommunen Uleåborg i landskapet Norra Österbotten i Finland. Arean är 3,2 kvadratkilometer och strandlinjen är 23,4 kilometer lång. Sjön  ingår i Ijo älvs huvudavrinningsområde.   Den ligger omkring 42 kilometer norr om Uleåborg och omkring 580 kilometer norr om Helsingfors. 
I sjön finns öarna Naurissaari och Siuruansaari. Öster om Maalismaa kraftverksdamm ligger Överijo. Från norr rinner Siuruanjoki ut i dammen vid Överijo. 